# MacGyver (2016)
MacGyver ist eine US-amerikanische Actionserie und Reboot der von 1985 bis 1992 entstandenen gleichnamigen Fernsehserie. Lucas Till spielte die Hauptrolle des Angus MacGyver.
Am 30. April 2021 wurde in den USA, mit der 15. Episode der 5. Staffel, die letzte Folge der Serie ausgestrahlt.

## Inhalt

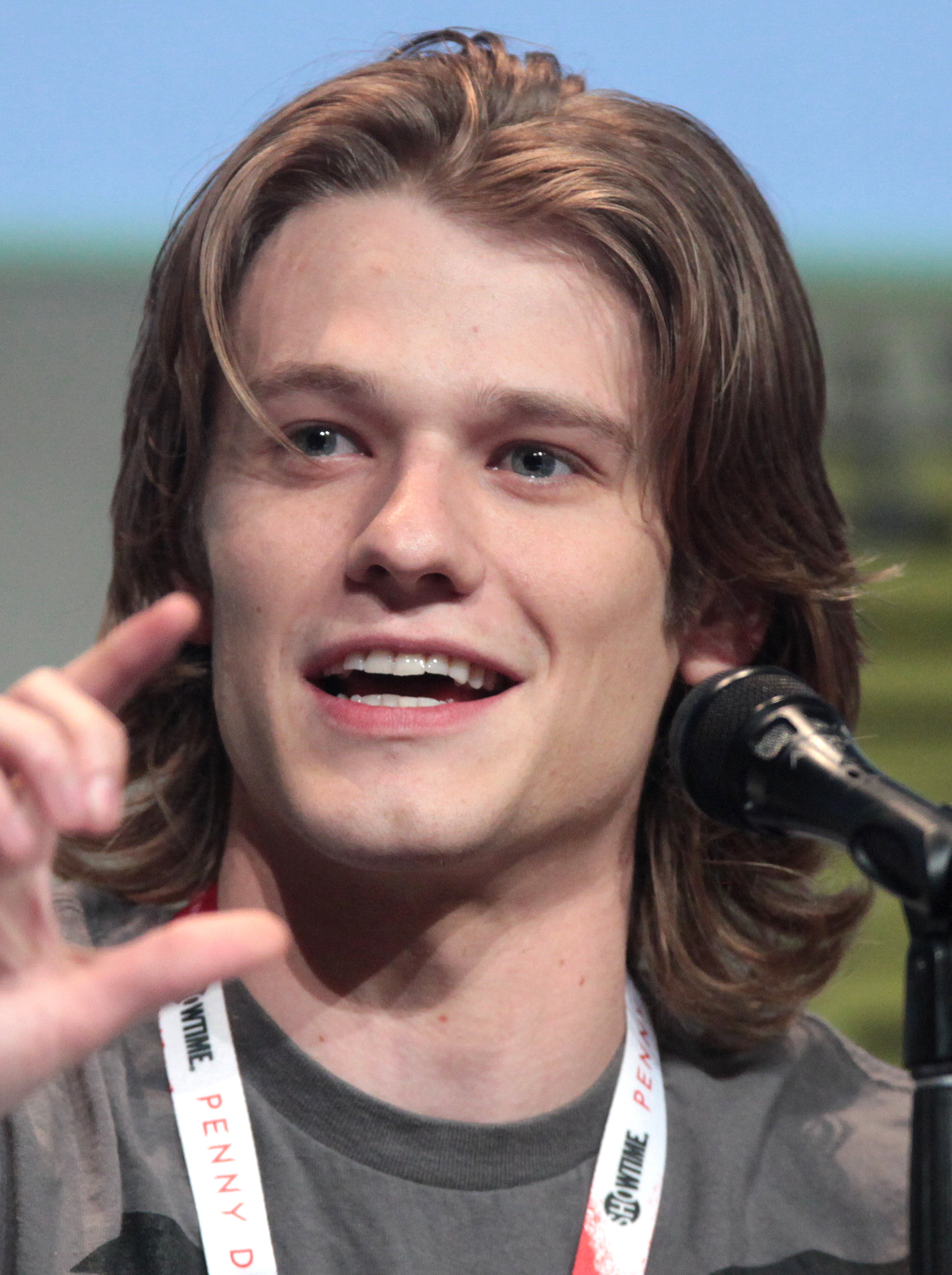
Lucas Till, Darsteller des Protagonisten Angus MacGyver

Protagonist ist der Twen Angus MacGyver, kurz „Mac“, der für eine Geheimorganisation, die Phoenix Foundation (unter Patricia Thornton früher „Department of External Services“), arbeitet. Zusammen mit seinem Team führt er weltweit hoch riskante Missionen durch. Zu seinem Team gehören der Söldner und Inhaber der Phoenix Foundation Russ Taylor, die als Direktorin für den operativen Bereich zuständige Matilda Webber, sein Mitbewohner Wilt Bozer, die Hackerin Riley Davis und Desi Nguyen. Sie ist für die Sicherheit der Agenten zuständig und außerdem eine Freundin von Jack Dalton, der aus dem Team der Phoenix Foundation ausgestiegen ist, nachdem er zu einem wichtigen Einsatz aufbrechen musste. MacGyvers Talent ist es, Probleme unkonventionell und mit naturwissenschaftlichem Wissen zu lösen.

## Entstehung und Produktion
Im Oktober 2015 vereinbarten Henry Winkler, der die Originalserie produzierte, und die Regisseure James Wan und R. Scott Gemmill, eine Fernsehserie für CBS zu produzieren, mit der die Originalserie MacGyver wiederbelebt wird. Im Februar 2016 wurde bekannt, dass CBS eine Pilotepisode inszeniert von Wan produzieren lässt. Terminbedingt zog sich Wan jedoch zurück, woraufhin ihn David Von Ancken ersetzte. Im Mai 2016 gab CBS grünes Licht, um eine erste Staffel zu produzieren. Als Showrunner fungiert Peter Lenkov. Im Juni 2016 verwarf CBS die Pilotepisode und kündigte an, durch Wan eine neue Pilotepisode inszenieren zu lassen.
Die männliche Hauptrolle wurde im März 2016 mit Lucas Till besetzt. Die Rolle des besten Freundes der titelgebenden Hauptfigur ging an George Eads. Die weiblichen Hauptrollen bekamen Addison Timlin und Michelle Krusiec. Nachdem im Juni 2016 bekannt wurde, dass die Pilotfolge neu inszeniert wird, wurden Timlin und Krusiec durch Sandrine Holt und Tristin Mays ersetzt.
Die Serie spielt im selben Serienuniversum wie Hawaii Five-0, da die Polizeipsychologin Dr. Madison Gray, welche auf der Insel Oʻahu Serienmörder tötet, in der Episode Zodiac-Mörder Erwähnung findet und weil es ein Crossover gibt, bei dem Mac, Jack, Riley und Bozer nach Hawaii reisen, um nach einem Erdbeben zu helfen und dabei auf Chin und Kono von der Five-0-Task-Force treffen.

## Besetzung und Synchronisation
Die deutsche Synchronisation entstand unter dem Dialogbuch von Cornelius Frommann, Marcel Kurzidim, Andreas Pohr, Oliver Müller, Carina Krause, Christian Kähler, Claudia Frese-Otto und Heinz Burghardt unter der Dialogregie von Boris Tessmann durch die Synchronfirma Scalamedia GmbH in Berlin.
| Rolle                 | Schauspieler       | Folgen                                        | Staffeln        | Synchronsprecher  |
| Hauptdarsteller       | Hauptdarsteller    | Hauptdarsteller                               | Hauptdarsteller | Hauptdarsteller   |
| --------------------- | ------------------ | --------------------------------------------- | --------------- | ----------------- |
| Angus MacGyver        | Lucas Till         | 1–94                                          | 1–5             | Ozan Ünal         |
| Wilt Bozer            | Justin Hires       | 1–94                                          | 1–5             | Daniel Schlauch   |
| Riley Davis           | Tristin Mays       | 1–94                                          | 1–5             | Laurine Betz      |
| Matilda Webber        | Meredith Eaton     | 13–94                                         | 1–5             | Giuliana Jakobeit |
| Desiree „Desi“ Nguyen | Levy Tran          | 59–94                                         | 3–5             | Rubina Nath       |
| Russ Taylor           | Henry Ian Cusick   | 67–94                                         | 4–5             | Sascha Rotermund  |
| Jack Dalton           | George Eads        | 1–58                                          | 1–3             | David Nathan      |
| Samantha Cage         | Isabel Lucas       | 22–32, 34                                     | 2               | Luisa Wietzorek   |
| Patricia Thornton     | Sandrine Holt      | 1–12                                          | 1               | Melanie Hinze     |
| Nebendarsteller       |                    |                                               |                 |                   |
| Nikki Carpenter       | Tracy Spiridakos   | 1, 8, 12                                      | 1               | Kristina Tietz    |
| Andie Lee             | Aina Dumlao        | 2–4, 6, 14, 17–18, 21, 27                     | 1–2             | Sonja Spuhl       |
| Murdoc                | David Dastmalchian | 8, 12, 20–21, 25, 32, 36, 45, 50, 62, 89      | 1–3, 5          | Marius Clarén     |
| Billy Colton          | Lance Gross        | 16, 39, 44, 47, 53, 65                        | 1–3             | Nico Sablik       |
| Jill Morgan           | Kate Bond          | 20–21, 24, 26–28, 31–32, 34, 36–37, 40, 44–45 | 1–3             | Alice Bauer       |
| Leanna Martin         | Reign Edwards      | 29–31, 37, 44–47, 53–55, 59, 61               | 2–3             | Johanna Dost      |
| Elwood Davis          | William Baldwin    | 29–31, 37, 44, 60                             | 2–3             | Nicolas Böll      |
| James MacGyver        | Tate Donovan       | 44–45, 48–49, 61–62, 64–66, 73–75             | 2–4             | Peter Flechtner   |
| Ethan Reigns          | Brendan Hines      | 51, 54, 57, 65                                | 3               | Tim Knauer        |
| Leland                | Tobin Bell         | 78–79, 82                                     | 4–5             | Bodo Wolf         |

## Veröffentlichung
Die Erstausstrahlung der Serie lief seit dem 23. September 2016 auf dem US-amerikanischen Sender CBS. Die vierte Staffel wurde am 9. Mai 2019 bestellt und ab dem 7. Februar 2020 auf CBS ausgestrahlt. Im deutschen Fernsehen startete sie am 14. Juli.
In Deutschland wurde die Serie seit dem 19. Juni 2017 jährlich im Sommerprogramm, hauptsächlich mit Doppelfolgen, auf dem Free-TV-Sender Sat.1 ausgestrahlt. Während die Serie in Österreich auf ORF 1 seit dem 2. September 2017 gesendet wird, ist sie in der deutschsprachigen Schweiz seit dem 16. Februar 2018 auf 3+ zu sehen. Letztere zeigt seit der zweiten Staffel die deutschsprachige Erstausstrahlung.
| Staffel | Episoden | Erstausstrahlungsdetails in den Vereinigten Staaten | Erstausstrahlungsdetails in den Vereinigten Staaten | Erstausstrahlungsdetails in Deutschland | Erstausstrahlungsdetails in Deutschland | Erstausstrahlungsdetails in Österreich | Erstausstrahlungsdetails in Österreich | Erstausstrahlungsdetails in der Schweiz          | Erstausstrahlungsdetails in der Schweiz |
| Staffel | Episoden | Sendezeitraum                                       | Sender                                              | Sendezeitraum                           | Sender                                  | Sendezeitraum                          | Sender                                 | Sendezeitraum                                    | Sender                                  |
| ------- | -------- | --------------------------------------------------- | --------------------------------------------------- | --------------------------------------- | --------------------------------------- | -------------------------------------- | -------------------------------------- | ------------------------------------------------ | --------------------------------------- |
| 1       | 21       | 23. Sep. 2016 – 14. Apr. 2017                       | CBS                                                 | 19. Jun. – 14. Aug. 2017 (18 Folgen)    | Sat.1                                   | 2. Sep. 2017 – 24. Feb. 2018           | ORF 1                                  | 16. Feb. – 16. Mär. und 19. Sep. 2018 (9 Folgen) | 3+                                      |
| 2       | 23       | 29. Sep. 2017 – 4. Mai 2018                         | CBS                                                 | 9. Jul. – 24. Sep. 2018                 | Sat.1                                   | 31. Aug. 2019                          | ORF 1                                  | 4. Jul. – 19. Sep. 2018                          | 3+                                      |
| 3       | 22       | 28. Sep. 2018 – 10. Mai 2019                        | CBS                                                 | 23. Jul. – 1. Okt. 2019                 | Sat.1                                   |                                        |                                        | 17. Jul. – 27. Sep. 2019                         | 3+                                      |
| 4       | 13       | 7. Feb. – 8. Mai 2020                               | CBS                                                 | 14. Jul. – 29. Sep. 2020                | Sat.1                                   |                                        |                                        |                                                  |                                         |
| 5       | 15       | 4. Dez. 2020 – 30. Apr. 2021                        | CBS                                                 | 1. Jul. – 19. Aug. 2021                 | Sat.1                                   |                                        |                                        |                                                  |                                         |

In Deutschland wurden bisher die erste und zweite Staffel von CBS auf DVD mit gelöschten Szenen und anderen Extras veröffentlicht.
1. ↑  Die deutsche Erstausstrahlung der Folgen 11, 16 und 19 erfolgte am 23. Februar, 9. März sowie am 23. März 2018 auf dem Pay-TV-Sender FOX Channel.

## Kritik
In der Süddeutschen Zeitung beurteilte Jürgen Schmieder nach der Erstausstrahlung der ersten Episode die Serie als exemplarisch dafür, dass Neuauflagen von einst erfolgreichen Formaten kein Erfolg beschieden sei. Im Gegensatz zur Originalserie sei die Hauptfigur MacGyver hier weder klug noch sympathisch, sondern sei ein „arroganter Schnösel und Besserwisser“ und habe nur Glück.
Bei Serienjunkies.de meint Autor Christian Junklewitz: „Mit MacGyver 2016 verhält es sich wie mit der Titelmusik: Es gibt ein paar Anklänge an die Originalserie MacGyver, ansonsten ist die Serie jedoch kaum etwas für Nostalgiker.“